# كريس كار (عسكري)
كريس كار (بالإنجليزية: Chris Carr)‏ هو عسكري أمريكي، ولد في 6 أبريل 1914 في مانشستر في الولايات المتحدة، وتوفي في 16 سبتمبر 1970.